# WBAL-TV
WBAL-TV Canal 11, es la estación repetidora afiliada de la NBC que retransmite su señal en Baltimore, Maryland, Estados Unidos. Es la estación de televisión insignia de Hearst Television, una subsidiaria enteramente poseída de la de la Hearst Corporation, y es co-poseída localmente con las estaciones hermanas de radio WBAL (1090 AM) y WIYV (97.9 FM). Las tres estaciones comparten un estudio y una oficina en la colina de la televisión en la sección de Woodberry de Baltimore, cerca de la torre que transmite la señal que comparte WBAL-TV con WIYV y otras cuatro estaciones de televisión de Baltimore.

## Historia
Inicia transmisiones el 11 de marzo de 1948, desde sus estudios originales en North Charles Street en el centro de Baltimore.
La matriz de la estación, Hearst Corporation, también era propietaria de la radio WBAL y dos períodos locales de la tarde, el Baltimore News-Post and The Baltimore American (el cual más tarde se fusionaría como el The News Americans en 1965 antes de cerrar en 1986, como uno de los últimos tres diarios de la ciudad). WBAL-TV es una de las dos propiedades de transmisión propiedad de Hearst que han sido construidas y firmadas por la compañía (el otro es WTAE-TV en Pittsburgh), el más viejo sería continuamente poseído por Hearst a través de sus diversas filiales de televisión a través de los años. 
Desde sus inicios, WBAL-TV era un afiliado de la NBC, debido a la larga afiliación de su estación hermana de la radio con la vieja NBC Red Networks desde los 1940. 
La programación temprana en el canal 11 incluyó Musical Almanac, Look and Cook y Know Baltimore, junto con noticias y producciones deportivas. En los años 1950, la estación introdujo Romper Room, un programa infantil producido localmente por Bert y Nancy Claster que eventualmente se convirtió en un programa nacionalmente franquiciado y sindicado.
En 1994, los actuales propietarios de WMAR-TV de la E. W. Scripps Company, negociaron con ABC para afiliarse con su estación de Baltimore como parte de un acuerdo de múltiples estaciones.
Como respuesta, CBS y Westinghouse Broadcasting formaron una sociedad que dio lugar a que la filial de la CBS pasara de la WBAL-TV a la WJZ-TV de Westinghouse (canal 13), la cadena cuenta con la filial de la ABC desde hace mucho tiempo. Por defecto, el Canal 11 se reincorporó a la NBC el 2 de enero de 1995.